# Gmina Wierzbica (Powiat Chełmski)
Die Gmina Wierzbica ist eine Landgemeinde im Powiat Chełmski der Woiwodschaft Lublin in Polen. Ihr Sitz ist das gleichnamige Dorf mit etwa 300 Einwohnern.

## Gliederung
Zur Landgemeinde Wierzbica gehören folgende Ortschaften mit einem Schulzenamt:
Bakus-Wanda
Busówno
Chylin
Chylin Wielki
Helenów
Kamienna Góra
Karczunek
Kozia Góra
Ochoża
Olchowiec
Olchowiec-Kolonia
Pniówno
Syczyn
Święcica
Tarnów
Terenin
Wierzbica
Wierzbica-Osiedle
Władysławów
Wólka Tarnowska
Weitere Orte der Gemeinde sind Busówno-Kolonia, Buza, Chylin Mały, Kamienna Góra, Ochoża-Pniaki, Staszyce, Werejce, Wólka Tarnowska und Wygoda.